# 아르메니아 제1공화국
아르메니아 제1공화국(아르메니아어: Դեմոկրատական Հայաստանի Հանրապետություն 하야스타니 데모크라타칸 한라페투티윤)은 1918년에서 1920년까지 존재한 아르메니아의 옛 나라이다. 1920년 겨울에 소련에 합병되었다.

## 군사
아르메니아 군단은 티플리스에서 있었던 각료 회의에서 각료들의 노력 덕택에 세워졌다. 이 군대는 1917년 후반부터 1918년 초까지 있었던 오스만 제국의 침략에 대비할 목적을 가지고 있었다. 이 군대는 몇몇 부대를 단위로 기틀을 형성했다. 1918년 6월 14일에는 바투미 조약을 체결했으며, 오스만 제국은 아르메니아 군대가 하나의 보병사단을 유지하는 것을 허락했다.
| 국방부                | 임기                  |
| --------------------- | --------------------- |
| 호반네스 하크베르디얀 | 1918. 06. ~ 1919. 03. |
| 크리스토포르 아라토프 | 1919. ~ 1920. 04.     |
| 루벤 테르-미나시안    | 1920. 04. ~ 1920. 11. |
| 드라스타마트 카나이얀 | 1920. 11. ~ 1920. 12. |

| 시기                           | 병력      |
| ------------------------------ | --------- |
| 1918년 무드로스 정전 협정 이후 | 16,000 명 |
| 1919년                         | 20,000 명 |
| 1920년 11월                    | 40,000 명 |

초기의 편제는 다음과 같다.
- 8개의 보병 연대
- 2개의 기병 연대
- 1개의 포병 연대
- 3개의 사단

오스만 제국이 1918년 아르메니아와의 전쟁에서 패하자 아르메니아군이 오스만 제국군의 무기를 상당수 노획했다.
- 4개의 보병 여단
- 2개의 기병 연대
- 2개의 국경수비대 여단
- 4개의 포병 대대
- 2개의 장갑열차
- 1개의 항공 분견대
- 1개의 공병 대대
- 몇 개의 전보 분견대

| 여단  | 여단장               | 본부           |
| ----- | -------------------- | -------------- |
| 1여단 | 다니엘 베크-피루미얀 | 예레반         |
| 2여단 | A. 호프세피얀        | 바그하르샤파트 |
| 3여단 | B. 바그다사리얀      | 스테파나반     |

4여단은 자원병들로 채워졌으며, 국토방위를 최우선으로 하였다.
| 무기          | 수량  |
| ------------- | ----- |
| 기관총        | 170정 |
| 대포          | 36문  |
| 48mm Haubizes |       |
| 군용기        | 8대   |
| Row-ship      | 1척   |
| 군함          | 1척   |

## 지도자
국민 의회 의장
- 아베티스 아하로냔 (1918.5.30 ~ 1918.8.1)

아르메니아 위원회 의장
- 아베티크 사하캰 (1918.8.1 ~ 1919.8.5)

의회 의장
- 아베티스 아하로냔 (1919.8.5 - 1920.12.2)

## 같이 보기
- 아르메니아인 학살 사건
- 조지아 민주공화국
- 아제르바이잔 민주공화국